# 天井桟敷

ミラノ・スカラ座

天井桟敷（てんじょうさじき）は、劇場において、最後方・最上階の天井に近い場所にある観客席のこと。
俗に「向う桟敷」「聾（つんぼ）桟敷」ともいう。舞台から遠い位置にあたり、通常は劇場内で最も安い席となるため、常連客が集うことが多い。
西欧ではミラノ・スカラ座、日本では東京歌舞伎座の「幕見席」が有名である。ただし、歌舞伎座をはじめ、歌舞伎を恒常的に上演する劇場では、この「天井桟敷」のことを一般に大向う（おおむこう）という（枡席を参照）。